# 스웨덴 영화 데이터베이스

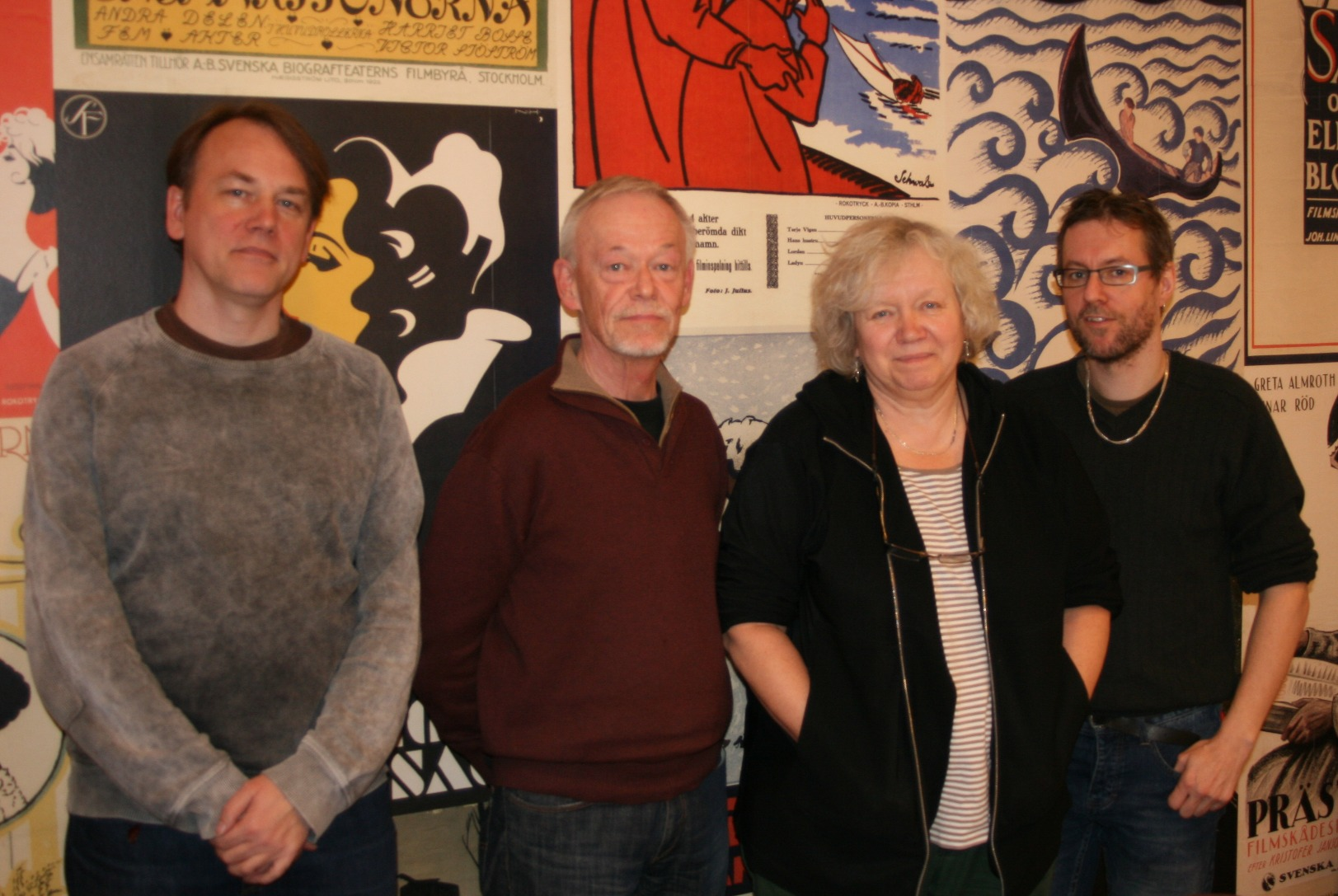

스웨덴 영화 데이터베이스(Swedish Film Database)는 영화 온라인 데이터베이스이다. 스웨덴 영화 협회에 의해 운영된다.